# Удіас
Удіас (ісп. Udías) — муніципалітет в Іспанії, у складі автономної спільноти Кантабрія. Населення — 855 осіб (2009).
Муніципалітет розташований на відстані близько 330 км на північ від Мадрида, 37 км на захід від Сантандера.
На території муніципалітету розташовані такі населені пункти: Каналес, Кобіхон, Ла-Аюела, Ель-Льяно, Пумальверде (адміністративний центр), Родесас, Топоріас, Валорія, Ла-Вірхен.

## Демографія
Динаміка населення (INE ):

## Галерея зображень

Розташування муніципалітету